# 圣弗雷冈
圣弗雷冈（法語：Saint-Frégant，法語發音：[sɛ̃ fʁeɡɑ̃]）是法国菲尼斯泰尔省的一个市镇，位于该省北部偏西，属于布雷斯特区。

## 地理
圣弗雷冈（48°36'8"N, 4°22'3"W）面积8.41 平方千米，位于法国布列塔尼大區菲尼斯泰尔省，该省份为法国最西部的省份，位于布列塔尼半岛西部，北西南三面环大西洋，东临阿摩尔滨海省和莫尔比昂省。
与圣弗雷冈接壤的市镇（或旧市镇、城区）包括：凯卢昂、勒福尔瓜特、吉塞尼、凯尔尼利斯、凯尔努埃斯、普卢伊代尔。
圣弗雷冈的时区为UTC+01:00、UTC+02:00（夏令时）。

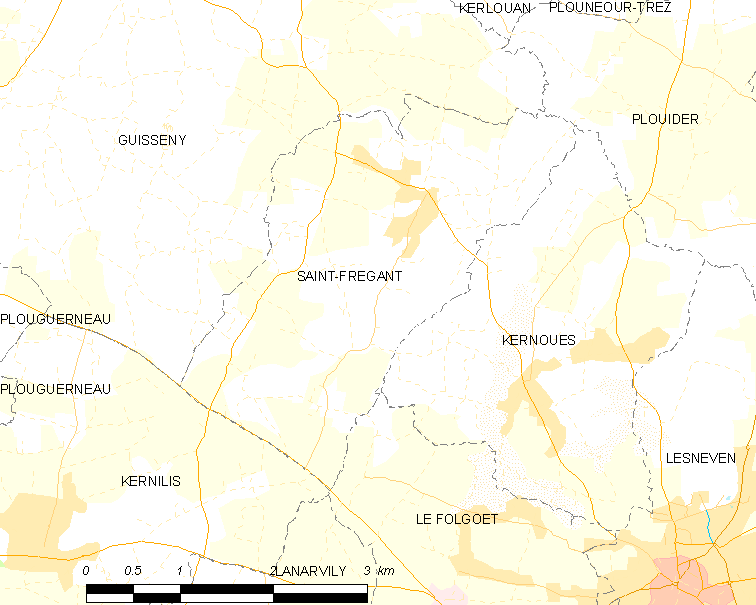
圣弗雷冈的OSM定位图

## 行政
圣弗雷冈的邮政编码为29260，INSEE市镇编码为29248。

## 政治
圣弗雷冈所属的省级选区为莱斯讷旺县。

## 人口

1962-2008年间圣弗雷冈人口变化图示

圣弗雷冈于2022年1月1日时的人口数量为870人。

## 交通
菲尼斯泰尔省省道D25线和D38线在境内交汇。